# 12773 Lyman
12773 Lyman este un asteroid din centura principală de asteroizi.

## Descriere
12773 Lyman este un asteroid din centura principală de asteroizi. A fost descoperit pe 10 august 1994 la Observatorul La Silla de Eric Walter Elst. Asteroidul prezintă o orbită caracterizată de o semiaxă mare de 2,73 ua, o excentricitate de 0,09 și o înclinație de 1,5° în raport cu ecliptica.